# Robert Picard
Robert René Joseph Picard (* 25. května 1957 v Montrealu, Québec) je bývalý kanadský hokejový obránce.

## Hráčská kariéra
Svou hokejovou kariéru začal v rodném městě Montreal, kde hrával až sezóny 1976/77 v lize QMJHL. Byl draftován v roce 1977 v 1. kole, celkově 3., týmem Washington Capitals a téhož roku byl draftován ve WHA týmem Quebec Nordiques ve 4. kole (celkově 38.).
Po draftu odešel do Washingtonu, kde strávil tři sezóny (1977/80) a ve všech třech sezónách nasbíral nejvíce bodu v týmu Caps na pozici obránce. 11. června 1980 byl společně s Timem Coulisnem a 2. kolo draftu (Bob McGill) vyměněn do týmu Toronto Maple Leafs za brankáře Mike Palmateer a 3. kolo draftu (Torrie Robertson). V Torontu odehrál 59 zápasů základní části, pak byl 10. března 1981 vyměněn do svého rodného města, do týmu Montreal Canadiens výměnou za Michela Larocquea. V Canadiens hrál podle očekávání co nejlépe jak to šlo a snažil se hrát nejvíc, než mohl.
4. listopadu 1983 byl vyměněn do týmu Winnipeg Jets za 3. kolo draftu (Patrick Roy). V týmu byl spárován se spoluhráčem v obranné řadě s Randym Carlylem. Ve Winnipegu nezůstal moc dlouho kdy stihl odehrát necelé tři sezóny, poté byl 27. listopadu 1985 vyměněn do týmu Quebec Nordiques za Mario Marois. Jenom přes dvě sezóny zůstal v Nordiques než byl 4. prosince 1989 znovu vyměněn do týmu Detroit Red Wings, kdy odehrál 20 zápasů. V říjnu 1990 ukončil hráčskou kariéru.

## Zajímavosti
Když byl 4. listopadu 1983 vyměněn z Montreal Canadiens do Winnipeg Jets za 3. kolo draftu v roce 1984, byl tou volbou vybrán brankář Patrick Roy, který byl v roce 2006 zvolen do síně slávy.

## Ocenění a úspěchy
- 1975 QMJHL – Nejlepší nahrávač mezi obránci
- 1975 QMJHL – Druhý All-Star Tým
- 1976 QMJHL – První All-Star Tým
- 1976 QMJHL – Nejlepší nahrávač mezi obránci
- 1976 QMJHL – Nejproduktivnější obránce
- 1977 QMJHL – Nejlepší střelec mezi obránci
- 1977 QMJHL – První All-Star Tým
- 1977 QMJHL – Emile Bouchard Trophy

## Prvenství
- Debut v NHL – 24. října 1977 (Montreal Canadiens proti Washington Capitals)
- První asistence v NHL – 26. října 1977 (Atlanta Flames proti Washington Capitals)
- První gól v NHL – 7. prosince 1977 (Cleveland Barons proti Washington Capitals)

## Klubové statistiky
| Sezóna       | Klub                    | Soutěž       |     | Základní část | Základní část | Základní část | Základní část | Základní část |   | Play off | Play off | Play off | Play off | Play off |
| Sezóna       | Klub                    | Soutěž       | Z   | G             | A             | B             | TM            | Z             | G | A        | B        | TM       |          |          |
| 1973/1974    | Montreal Red-White-Blue | QMJHL        | 70  | 7             | 46            | 53            | 296           | —             | — | —        | —        | —        |          |          |
| 1974/1975    | Montreal Red-White-Blue | QMJHL        | 70  | 13            | 74            | 87            | 339           | —             | — | —        | —        | —        |          |          |
| 1975/1976    | Montreal Juniors        | QMJHL        | 72  | 14            | 67            | 81            | 282           | 6             | 2 | 9        | 11       | 25       |          |          |
| 1976/1977    | Montreal Juniors        | QMJHL        | 70  | 32            | 60            | 92            | 267           | 13            | 2 | 10       | 12       | 20       |          |          |
| 1977/1978    | Washington Capitals     | NHL          | 75  | 10            | 27            | 37            | 101           | —             | — | —        | —        | —        |          |          |
| 1978/1979    | Washington Capitals     | NHL          | 77  | 21            | 44            | 65            | 85            | —             | — | —        | —        | —        |          |          |
| 1979/1980    | Washington Capitals     | NHL          | 78  | 11            | 43            | 54            | 122           | —             | — | —        | —        | —        |          |          |
| 1980/1981    | Toronto Maple Leafs     | NHL          | 59  | 6             | 19            | 25            | 68            | —             | — | —        | —        | —        |          |          |
| 1980/1981    | Montreal Canadiens      | NHL          | 8   | 2             | 2             | 4             | 6             | 1             | 0 | 0        | 0        | 0        |          |          |
| 1981/1982    | Montreal Canadiens      | NHL          | 62  | 2             | 26            | 28            | 106           | 5             | 1 | 1        | 2        | 7        |          |          |
| 1982/1983    | Montreal Canadiens      | NHL          | 64  | 7             | 31            | 38            | 60            | 3             | 0 | 0        | 0        | 0        |          |          |
| 1983/1984    | Montreal Canadiens      | NHL          | 7   | 0             | 2             | 2             | 0             | —             | — | —        | —        | —        |          |          |
| 1983/1984    | Winnipeg Jets           | NHL          | 62  | 6             | 16            | 22            | 34            | 3             | 0 | 0        | 0        | 0        |          |          |
| 1984/1985    | Winnipeg Jets           | NHL          | 78  | 12            | 22            | 34            | 107           | 8             | 2 | 2        | 4        | 8        |          |          |
| 1985/1986    | Winnipeg Jets           | NHL          | 20  | 2             | 5             | 7             | 17            | —             | — | —        | —        | —        |          |          |
| 1985/1986    | Quebec Nordiques        | NHL          | 48  | 7             | 27            | 34            | 36            | 3             | 0 | 2        | 2        | 2        |          |          |
| 1986/1987    | Quebec Nordiques        | NHL          | 78  | 8             | 20            | 28            | 71            | 13            | 2 | 10       | 12       | 10       |          |          |
| 1987/1988    | Quebec Nordiques        | NHL          | 65  | 3             | 13            | 16            | 103           | —             | — | —        | —        | —        |          |          |
| 1988/1989    | Quebec Nordiques        | NHL          | 74  | 7             | 14            | 21            | 61            | —             | — | —        | —        | —        |          |          |
| 1989/1990    | Quebec Nordiques        | NHL          | 24  | 0             | 5             | 5             | 28            | —             | — | —        | —        | —        |          |          |
| 1989/1990    | Detroit Red Wings       | NHL          | 20  | 0             | 3             | 3             | 20            | —             | — | —        | —        | —        |          |          |
| Celkem v NHL | Celkem v NHL            | Celkem v NHL | 899 | 104           | 319           | 423           | 1025          | 36            | 5 | 15       | 20       | 39       |          |          |

## Reprezentace
| Rok         | Tým         | Soutěž      | Z  | G | A | B | TM |
| ----------- | ----------- | ----------- | -- | - | - | - | -- |
| 1978        | Kanada      | MS          | 10 | 1 | 2 | 3 | 4  |
| 1979        | Kanada      | MS          | 7  | 0 | 0 | 0 | 2  |
| Celkem v MS | Celkem v MS | Celkem v MS | 17 | 1 | 2 | 3 | 6  |